# Heladena multiflora
Heladena multiflora är en tvåhjärtbladig växtart som först beskrevs av William Jackson Hooker och Arnott, och fick sitt nu gällande namn av Franz Josef Niedenzu. Heladena multiflora ingår i släktet Heladena och familjen Malpighiaceae. Inga underarter finns listade i Catalogue of Life.